# Nymphen-Zwergbarsch
Der Nymphen-Zwergbarsch (Pictichromis paccagnellae, Syn.: Pseudochromis paccagnellae) ist ein fünf bis sieben Zentimeter kleiner Vertreter der Zwergbarsche (Pseudochromidae).
Er lebt in den Korallenriffen der Philippinen, Indonesiens, der Salomonen, Neukaledoniens und des Great Barrier Reef. Sie halten sich in ihrem Biotop stets sehr verborgen in den Höhlen und Spalten des Riffgesteins auf. Nymphen-Zwergbarsche ernähren sich von kleinen Krebstieren.

## Aquarienhaltung
Der Nymphen-Zwergbarsch ist ein mit seinen plakativen Farben sehr attraktiver Fisch für das Meerwasseraquarium. Das Aquarium sollte viele Versteckmöglichkeiten aufweisen. Der Nymphen-Zwergbarsch sollte immer paarweise gehalten werden.
Der große Nachteil ist seine Aggressivität, die sich nicht nur gegen andere Fische, auch größere, sondern auch gegen Garnelen richtet. Auf keinen Fall darf er mit dem Königs-Feenbarsch (Gramma loreto) vergesellschaftet werden, der den Nymphen-Zwergbarsch, wegen des gleichen Farbmusters, zu besonderes starken Aggressionen anstachelt. Der Verwandte aus der Karibik ist dem Zwergbarsch unterlegen und wird von ihm mit Sicherheit umgebracht. Man kann beide Arten daran unterscheiden, dass sich beim Königs-Feenbarsch die Körperfarbe auch auf die Flossen erstreckt, während die Flossen des Nymphen-Zwergbarsches transparent sind.